# Accessibilitat
|  | Per a altres significats, vegeu «accessibilitat web». |

Símbol de l'accessibilitat

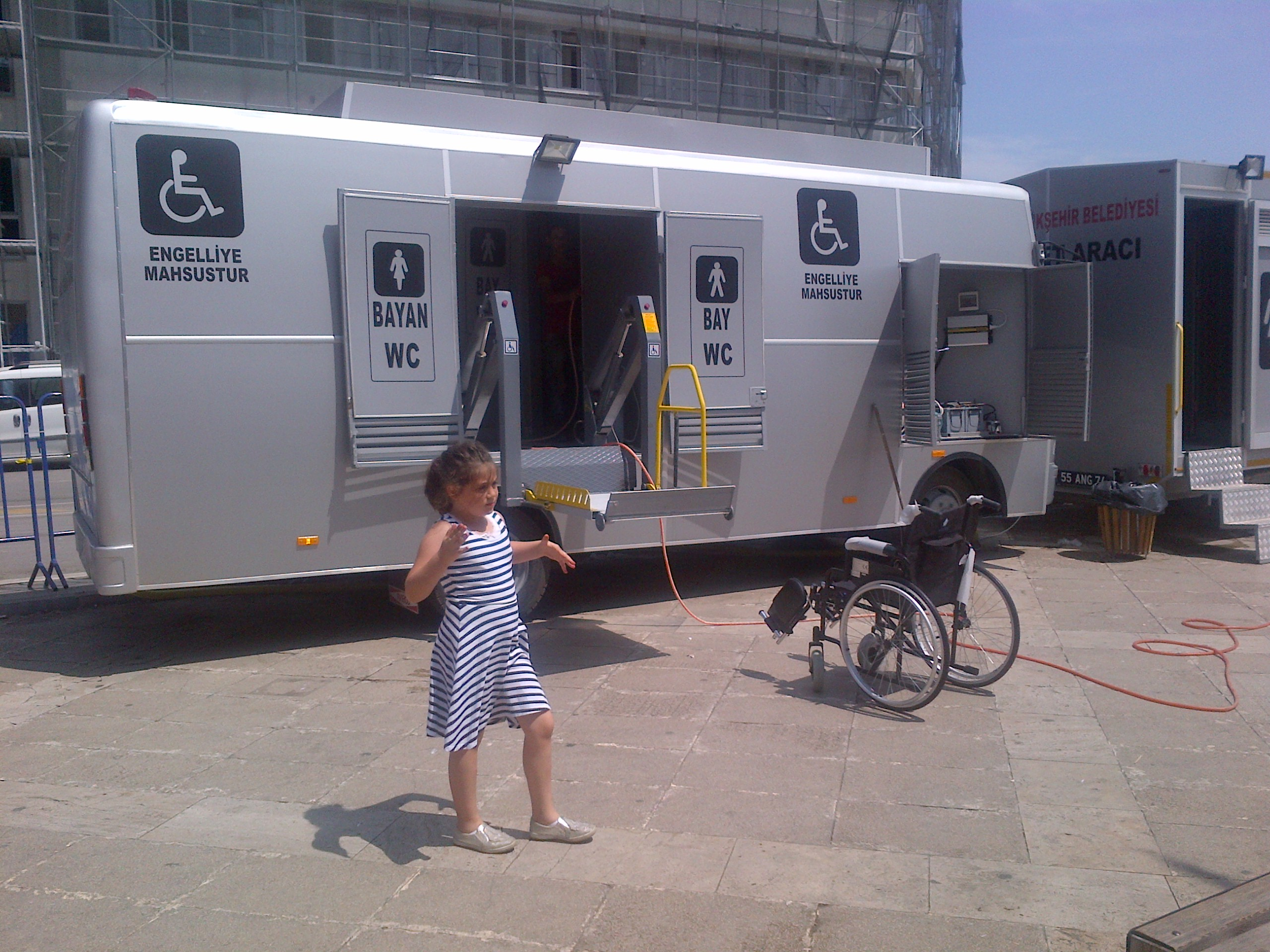
Toilette mòbil per persones de mobilitat reduïda, a Samsun, Turquia.

L'accessibilitat és el grau en el qual les persones poden utilitzar un objecte, visitar un lloc o accedir a un servei, independentment de les seves capacitats tècniques, psíquiques o físiques.
Per tal d'augmentar la integració de persones i reduir l'exclusió social es poden prendre mesures per augmentar l'accessibilitat. Segons la discapacitat aquestes mesures poden ser arquitectòniques (suprimir llindars per a facilitar el passeig amb cadira de rodes, posar paviment amb relleu especial per guiar persones cegues, posar a disposició la informació simultàniament en més d'un canal (visual, auditiu, tàctil…), adaptar el lloc de treball, fins i tot utilitzar un llenguatge senzill, comprensible per un màxim de persones. En general, les mesures s'afanyen per augmentar l'autonomia de cadascú de manera de poder viure lliure, quan més possible accedir als llocs, la informació i serveis sense ajuda de tercers. Aquestes normes i mesures han de contribuir a augmentar l'autoestima i la qualitat de vida.

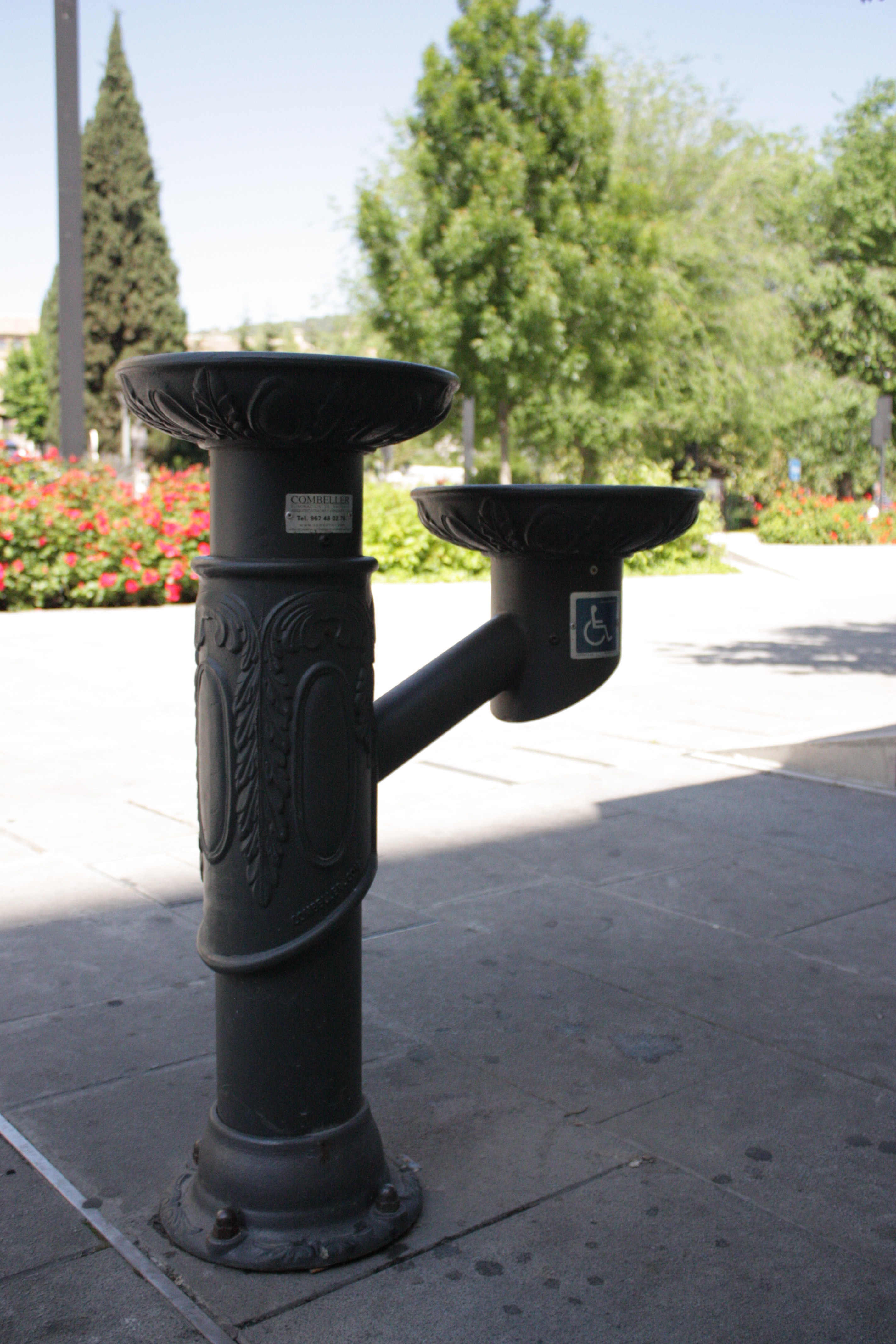
Font amb adaptació per a persona en cadira de rodes a Granada (Espanya)

En lloc d'aïllar com ho va ser el cas al segle passat, per exemple, un jove cec en una escola de cecs, es tendeix a adaptar l'escola pública, de forma que tal persona hi pugui estudiar integrada amb tota normalitat. Aquesta filosofia té l'avantatge que tothom aprèn conviure amb gent amb tota mena de capacitats i discapacitats diferents. Les primeres iniciatives, des de la fi del segle xx van ser la supressió de barreres arquitectòniques, com ho va ser un dels primers decrets de la jove Generalitat de Catalunya el 1984.

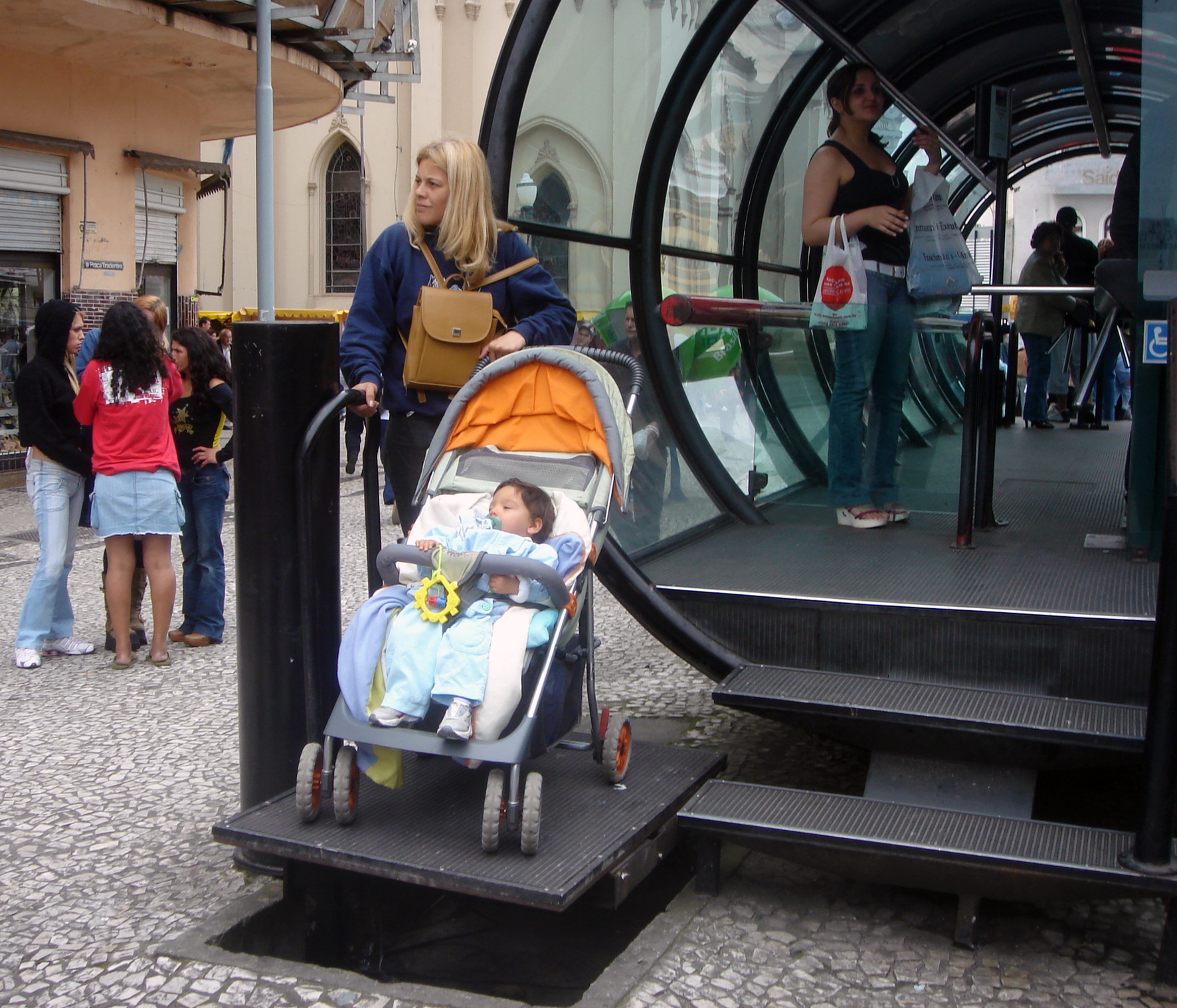
L'accessibilitat al sistema de transport públic (Curitiba, Brasil)

A poc a poc, el concepte d'accessibilitat va evolucionar per tal d'incloure no només les persones caminant amb cadires de rodes a «persones amb discapacitat física, sensorial, intel·lectual o mental, gent gran o persones amb altres tipus de diversitat funcional que viuen situacions de desigualtat d'oportunitats, de discriminació i de dificultats per a la participació social i per a l'exercici de llurs drets, a causa de l'existència de barreres físiques, en la comunicació o d'actitud que els ho impedeixen», com s'explica al preàmbul de la nova llei del 2014 de la Generalitat de Catalunya. És una de les àrees més important per aconseguir l'efectivitat de la política d'integració de les persones amb discapacitats.

## Normativa
Molts països o entitats tenen una normativa voluntària o obligatòria (llei, codis) que estipulen les recomanacions, bons oficis o la normativa per tal d'augmentar l'accessibilitat.
A Catalunya vigeix la Llei d'accessibilitat del 2014, a les Illes Balears el Reglament per a la millora de l'accessibilitat i la supressió de barreres arquitectòniques, al País Valencià vigeixen una sèrie de lleis, decret i ordes semblants. per la norma a L'Alguer vegeu entre d'altres la Normativa sull'accessibilità per nuove costruzioni in Sardegna i Andorra la Llei d'accessibilitat i el Decret de modificació del reglament d'accessibilitat.

## L'accessibilitat i les noves tecnologies
Les noves tecnologies (internet, ordinador, telemàtica…) van crear a la vegada noves barreres (com a l'accés més difícil a la informació per a persones que no posseeixen les competències tècniques) i noves oportunitats (com la possibilitat d'augmentar la mida del text) i noves eines (per exemple la telealarma).
La teleassistència és una tecnologia de suport que consisteix en la incorporació de dispositius tecnològics que ajuden a prevenir perills a la llar i a actuar amb més celeritat en cas d'accident o malestar sobtat de les persones. També permeten la comunicació a persones amb dificultats en la parla. El servei facilita l'assistència als usuaris de forma permanent, les 24 hores del dia i tots els dies de l'any amb l'objectiu de donar resposta immediata davant de situacions de petició d'ajuda i ofereix de forma permanent a la persona usuària una resposta immediata.
Per a persones amb dificultat de comunicació l'equip ha incorporat aparells habilitats, que s'afegeixen al dispositiu habitual i que permet la comunicació de persones sordes o de dificultat amb la parla, i que permeten efectuar una comunicació escrita. Per a fer-los servir, l'usuari ha de prémer el polsador d'alarma per activar l'avís al centre d'Atenció. En activar l'alerta s'inicia un diàleg escrit mitjançant el dispositiu específic en el qual l'usuari només ha d'anar escollint la resposta més adient al seu cas, pitjant-la directament a la pantalla de l'aparell.
Per facilitar la comunicació, s'ha establert un protocol basat en la visualització de preguntes i respostes en la pantalla que s'activen per via tàctil i sense necessitat d'escriure.
S'han implementat nous dispositius per facilitar l'assistència:
1- Les tauletes tàctils permeten que els familiars cuidadors estar en contacte amb altres cuidadors i obtenir informació útil per a la cura de les persones dependents
- Accedir a documents o vídeos d'interès per als cuidadors, com consells sobre alimentació, la vellesa com a valor, la ment en forma, riscos a la llar i d'altres més específiques.
- Accés a jocs i exercicis mentals per conservar les capacitats cognitives.
- Intercanvi de missatges amb altres persones usuàries, amb les seves persones de contacte o amb el servei de teleassistència corresponent.
- Plantejament de dubtes o propostes.
- S'informa sobre esdeveniments del seu interès, principalment activitats socioculturals del seu entorn.
2- Localitzador personal(LOPE). Dispositius GPS que ajuden a localitzar persones amb malalties neurodegeneratives en cas de pèrdua o desorientació. Permet la localització remota permanent de les persones usuàries gràcies a la xarxa telefònica mòbil. Alhora permet detectar i alertar de situacions potencialment perilloses relacionades amb la posició geogràfica dels usuaris. Així la persona que té un "LOPE" pot ser localitzada pels familiars o persones cuidadores. Aquest aparell permet també la configuració personalitzada perquè notifiqui automàticament l'entrada a zones prefixades com a perilloses, la sortida d'una zona de seguretat o be quan la persona es desplaça a més de 35Km/h. Si és el cas, la Creu Roja notifica de manera automàtica les incidències assenyalades a les persones cuidadores de contacte i, en cas necessari, mobilitza recursos d'emergència que pertoquin.
3- Teleassistència mòbil.
A través d'un dispositiu similar a un telèfon mòbil, les persones usuàries poden sol·licitar ajuda 24 hores al dia tots els dies de l'any, dins i fora del seu domicili. Disposa d'un polsador d'emergència perquè la persona usuària sol·liciti ajuda quan ho requereixi i que permet posar-se en contacte directament amb el centre de teleassistència.
Aquest dispositiu està equipat amb tecnologia GPS i GSM que permet el seguiment i la localització en cas d'emergència, i ajuda a l'usuari a mantenir el contacte amb l'entorn habitual i realitzar activitats fora del domicili amb seguretat i tranquil·litat.
 4- Dispositius perifèrics per implementar al servei de teleassistència.
- Dispositius de detecció de gas. Dissenyat per detectar fuites de gasos com el butà, propà, gas natural i gas ciutat.Quan detecta una fuita de gas a l'habitatge, emet un senyal visual i un altre acústic per alertar a l'usuari i paral·lelament s'activa una alarma automàtica a la central.
- Dispositiu per detecció de foc i fum. Dissenyat per detectar la presència de tota mena de fums o foc i especialment tots aquells que es troben en un estat incipient. En percebre la presència de fum/foc, emet un senyal acústic i visual, enviant un senyal d'alarma automàtic a la central corresponent.
- Dispositiu d'obertura de porta. Permet controlar la inactivitat de la persona usuària mitjançant la no obertura de certes portes (nevera, microones.....) durant un període determinat, alertant així del no compliment de la rutina diària d'aquesta persona i activant una alarma automàtica a la central de teleassistència.
- Dispositiu de mobilitat. Permet controlar l'absència de moviment de la persona durant un període determinat enviant un senyal d'alerta a la central de teleassistència corresponent.

## Informàtica i internet
En informàtica, l'accessibilitat inclou ajudes com les tipografies d'alt contrast o gran grandària, magnificadores de pantalla, lectors i revisors de pantalla, programes de reconeixement de veu, teclats adaptats, i altres dispositius apuntadores i d'entrada d'informació.
L'accessibilitat aplicada al contingut d'Internet es denomina accessibilitat web. En la Web, el W3C ha desenvolupat directrius o pautes específiques per a permetre i assegurar aquest tipus d'accessibilitat. El grup de treball dins del W3C encarregat de promoure-la és el WAI (Web Accessibility Initiative), elaborant per a això unes Pautes d'Accessibilitat al contingut Web 1.0, WCAG.
El Centre per al Disseny Universal de la Universitat de l'Estat de Carolina del Nord ha desenvolupat els principis i directrius essencials del disseny universal, que són una eina molt vàlida per a la seva aplicació al materials publicats a la xarxa i especialment indicats si el seu contingut és didàctic.
Aquests són els set principis, amb les seves directrius:
1. Ús equitatiu. El disseny ha de ser útil per a persones amb capacitats diferents. Per tant, cal:
- Proporcionar els mateixos mitjans d'ús per a tots: idèntics, quan sigui possible; equivalents, quan no ho sigui.
- Evitar segregar o estigmatitzar a qualsevol usuari.
- Que els elements de privadesa i seguretat siguin accessibles per a tots els usuaris.
- Que el disseny sigui atractiu per a tots els usuaris.

2. Ús flexible. El disseny ha d'adaptar-se a una àmplia varietat de preferències i capacitats individuals. Per tant, cal:
- Oferir diverses opcions quant als mètodes d'utilització
- Que s'adapti a dretans i esquerrans.
- Que faciliti l'exactitud i precisió de l'usuari.
- Que s'adapti al ritme de l'usuari.

3. Ús senzill i intuïtiu. El disseny ha de ser fàcil d'entendre, independentment de l'experiència, els coneixements, les habilitats lingüístiques o el nivell de concentració de l'usuari. Per tant, cal:
- Eliminar les complexitats innecessàries.
- Respondre a les expectatives i la intuïció de l'usuari.
- Adaptar-se a una àmplia gamma de nivells d'alfabetització i habilitats en el llenguatge.
- Organitzar la informació, segons la seva importància.
- Proporcionar avisos i comentaris eficients durant l'execució de cada tasca i després de realitzar-la.

4. Informació perceptible. El disseny comunica a l'usuari la informació necessària de manera eficaç, sense importar les condicions ambientals o les capacitats sensorials de l'usuari. Per tant, cal:
- L'ús redundant de diversos codis (gràfic, verbal, tàctil) per presentar la informació essencial.
- Suficient contrast entre la informació essencial i el que hi ha al seu voltant.
- Procurar una òptima "legibilitat" de la informació essencial.
- Diferenciar els elements de manera que es puguin descriure (és a dir, fer més fàcil donar instruccions).
- Proporcionar compatibilitat amb la varietat de tècniques o dispositius usats per persones amb limitacions sensorials.

5. Tolerància a l'errorEl disseny ha de minimitzar els riscos i les conseqüències adverses d'accions accidentals o no intencionades. Per tant, cal:
- Organitzar els elements per a minimitzar els riscos i errors: els elements més usats seran els més accessibles, mentre que els perillosos s'eliminaran, aïllaran o protegiran.
- Avisar dels riscos, perills i errors.
- Funcionar a prova d'errors.
- Desencoratjar l'acció inconscient en les tasques que requereixen vigilància.

6. Esforç físic reduïtEl disseny ha de tendir a facilitar l'ús de manera eficient i còmoda, i amb un mínim de fatiga. Per tant, cal:
- Permetre a l'usuari que conservi una posició corporal neutre.
- Reduir de manera raonable la força necessària per interaccionar.
- Minimitzar les accions repetitives.
- Minimitzar l'esforç físic sostingut.

7. Mides i espais adequats per a apropar-se i utilitzar-lo. S'ha de procurar que les mides i els espais siguin adequats per aproximar-se, tocar-lo, manipular-lo i utilitzar-lo, amb 
independència de la grandària corporal de l'usuari, de la seva postura o la seva mobilitat. Per tant, cal:
- Proporcionar una línia de visió clara dels elements importants per a qualsevol usuari assegut o dret.
- Facilitar l'accés còmode a tots els elements a qualsevol usuari, estigui dret o assegut.
- Adaptar-se a les variacions de la mida de la mà i de la capacitat de subjecció.
- Facilitar espai adequat per a l'ús d'ajudes tècniques o de l'assistent personal.